# Ali Khattab
Ali Khattab (El Cairo, 14 de julio de 1977) es un compositor y guitarrista egipcio. En su trabajo combina los elementos tradicionales comunes del flamenco y de la música árabe.
Desde su primera presentación en los escenarios a la edad de 17 años todo parece dirigirlo a un lugar: Jerez de la Frontera, De ahí en adelante, Ali se muda a Andalucía, donde conoce y se relaciona con diferentes artistas, tanto músicos como bailarines, que lo introducen en el mundo del flamenco.
Después de una gira por España y el Medio Oriente, su primer disco "Al-Zarqa", (morena de ojos azules) es publicado en Madrid, España en marzo del 2010. En una reciente entrevista radiofónica el artista explicó que su música, así como el nombre de su disco, se asemeja a una morena con ojos azules, la mezcla de dos mundos en perfecta armonía.

## Discografía
- 2010 Al-Zarqa

Lista de temas
1. Tangos Del Nilo
2. Al Zarqa
3. Sueño Claro en Jerez
4. Sueño Claro
5. Olé Umm Kulthum
6. Adiós
7. Al Andalus
8. Notas Mediterráneas

- 2014 Sin País

Lista de temas
1. Derviche
2. Alejandra
3. Sin País
4. Maestro
5. Al Osba
6. El Secreto
7. Mawlana